# Aire de conservation de l'Annapurna
Pour les articles homonymes, voir Annapurna (homonymie).
L'aire de conservation de l'Annapurna est la plus grande aire protégée du Népal. Sa superficie est de 7 629 km2 et couvre le massif de l'Annapurna dont l'altitude varie de 790 m à 8 091 m. L'aire de conservation recouvre plusieurs districts du Népal : Manang, Mustang, Kaski, Myagdi et Lamjung. Cette aire de conservation est un bon sujet d'étude dans les domaines de la géologie, la glaciologie et la géomorphologie. Second site touristique du Népal, l'Annapurna permet également l'étude du développement rapide du tourisme et de l’urbanisation.
Pour accéder à cette aire de conservation, il est nécessaire d'obtenir un permis payant auprès de Annapurna Conservation Area Project (ACAP) et de présenter un certificat TIMS (Trekking Information Management System).

## Faune et flore
En 2011, une étude pluri-disciplinaire est réalisée dans l'aire de conservation afin de répertorier les animaux y vivants. Les pièges photographiques et l'étude des selles ont permis de révéler la présence des animaux suivants : Ours noir d'Asie, Macaque d'Assam, Muntjac, Panthère nébuleuse, Porc-épic de Malaisie, Léopard, Grande civette de l'Inde, Chat-léopard du Bengale, écureuil du genre Dremomys, Saro de l'Himalaya, Martre à gorge jaune, Jharal, Goral et l'Entelle.
Au total, 1226 espèces de plantes, 39 de reptiles, 22 d’amphibiens, 474 d’oiseaux et 102 mammifères ont été répertoriées dans la zone.